# Tomopteris espansa
Tomopteris espansa är en ringmaskart som beskrevs av Caroli 1932. Tomopteris espansa ingår i släktet Tomopteris och familjen Tomopteridae. Inga underarter finns listade i Catalogue of Life.